# Лэндер, Мэйбл

Мэйбл Лэндер даёт урок фортепианной игры принцессам Елизавете (за инструментом) и Маргарет (1943)

Мэйбл Лэндер (англ. Mabel Lander; 1882 — 19 мая 1955, Лондон) — британский музыкальный педагог.
Училась игре на фортепиано в Берлинской высшей школе музыки, затем в Вене у Теодора Лешетицкого. Обосновавшись в Дублине, концертировала и давала уроки, однако из-за ревматического воспаления, затронувшего руки, была вынуждена отказаться от исполнительской карьеры. В середине 1910-х гг. некоторое время дополнительно училась у Бенно Моисеевича, после чего стала его ассистентом в Лондоне, а затем в 1920—1940-е гг. вела самостоятельную педагогическую работу. Среди учеников Лэндер — композиторы Алан Буш, вспоминавший о ней как об «абсолютно систематичном, потрясающем преподавателе по методу Лешетицкого» и Уильям Буш, пианисты Джеймс Гибб и сёстры Джеральдин и Мэри Пеппин, дирижёры Дэвид Элленберг и Малкольм Сарджент. Помимо занятий с профессионалами, в 1940-е гг. Лэндер давала уроки фортепиано принцессам Елизавете (будущей королеве Елизавете II) и Маргарет.
На рубеже 1950—1960-х гг. в память о Лэндер группа её учеников во главе с Сарджентом проводила мастер-классы фортепианной игры по методу Лешетицкого.